# Carnival Adventure
El Carnival Adventure (anteriormente conocido como Golden Princess y Pacific Adventure) es un crucero de la clase Grand operado actualmente por Carnival Cruise Line, filial de Carnival Corporation & plc. En marzo de 2025, tras la extinción de P&O Cruises Australia, su última operadora, el buque y su gemelo, entonces llamados respectivamente Pacific Adventure y Pacific Encounter pasaron a la flota de Carnival.

## Construcción y servicio con Princess
En 1998, Princess Cruises encargó la construcción de este navío, en respuesta a la fuerte demanda que tenía su barco gemelo, el Grand Princess. Así, el nuevo crucero, bautizado como Golden Princess, se convertiría en el segundo barco de clase Grand de la flota. Fue construido por el astillero italiano Fincantieri en Monfalcone, entregado en 2001 y bautizado en abril de 2002.
Operando como Golden Princess, ha navegado a puertos en los siete continentes, comenzando con su debut desde Southampton en mayo de 2001, seguido de rutas estacionales a regiones caribeñas y europeas. En 2007, circunnavegó América del Sur y debutó a lo largo de la costa oeste de los Estados Unidos antes de navegar también por puertos en Asia y Oceanía, bordeando el Océano Pacífico, hasta 2020.

## Pacific Adventure(2022-2025)
En 2017, Carnival Corporation anunció que el Golden Princess se transferiría de Princess a la naviera del mismo grupo P&O Cruises Australia, como parte de la renovación de esta última flota. Desde 2022, da servicio como Pacific Adventure navegando itinerarios por Oceanía junto con su barco hermano Pacific Encounter (anteriormente conocido como Star Princess), tras ser remodelado ese año.En 2023, el buque fue reformado.

## Carnival Adventure(desde 2025)
Desde marzo de 2025, P&O Australia cesa sus operaciones, transfiriéndose los dos buques de clase Grand a la Carnival Cruise Line.Éstos, los Pacific Adventure y Pacific Encounter, son rebautizados como Carnival Adventure y Carnival Encounter. Recibieron una librea especial, con casco blanco y el nombre de su naviera en el mismo, hacia popa. Conservan su chimenea en azul oscuro, pero con el rótulo "Carnival CHOOSE FUN" añadido.
El Carnival Adventure comenzará su primer crucero en esta nueva etapa el 29 de marzo, con una duración de 9 días, y siendo la ruta: Sídney, Noumea, Lifou, Mystery Island y regreso a Sídney. 